# Épitaphe de Jean Harlow
Épitaphe de Jean Harlow, op. 164, est une œuvre pour flûte, saxophone alto et piano de Charles Koechlin composée en 1937.

## Présentation
Épitaphe de Jean Harlow est composé en février puis entre juillet et octobre 1937, en hommage à l'actrice Jean Harlow, prématurément décédée en juin de la même année lors du tournage de Saratoga, à vingt-six ans.
L'œuvre, conformément à son sous-titre, est une « romance pour flûte, saxophone et piano ». Elle est créée le 18 mai 1963 au théâtre municipal de Dijon par J.-L. Martin (flûte), Jean-Marie Londeix (saxophone) et F. Jénicot (piano).
La partition est publiée par Eschig en 1970.
Otfrid Nies relève qu'à l'instar des Deux nocturnes op. 32 bis pour cor, flûte et piano du compositeur, « l'effectif employé donne ici aussi libre cours à un jeu de timbres très inventif ».
Dans un commentaire sur l'œuvre, Charles Koechlin écrit : « L'idée première de cette petite pièce n'était pas destinée à Jean Harlow (qui vivait encore en février 1937), mais ensuite j'ai trouvé que cette mélodie la dépeignait si bien, que je n'ai pas hésité à lui dédier en épitaphe. La sonorité du saxophone devra y avoir toute la douceur facile de la Star et de sa Californie ».
Une note écrite à un endroit de la partition de l'Épitaphe de Jean Harlow renvoie à deux vers du poème Épiphanie de Leconte de Lisle, que Koechlin avait mis en musique vers 1900 pour soprano et piano ou orchestre :
Quand un souffle furtif glisse en ses cheveux blonds

Une cendre ineffable inonde son épaule...
Le passage en question cite d'ailleurs note pour note la mélodie Épiphanie du compositeur.
Épitaphe de Jean Harlow, d'une durée moyenne d'exécution de trois minutes quarante environ, porte le numéro d'opus 164 dans le catalogue des œuvres de Charles Koechlin.

## Discographie
- Koechlin : Complete music for saxophone, CD 3, Mario Caroli (flûte), David Brutti (saxophone) et Filippo Farinelli (piano), Brilliant Classics 9266, 2012.
- Charles Koechlin : Musique de chambre, CD 2, Tatjana Ruhland (flûte), Libor Sima (saxophone) et Yaara Tal (piano), SWR Music SWR19047CD, 2017[5],[6].

### Monographies
- Aude Caillet, Charles Koechlin : L'Art de la liberté, Anglet, Séguier, coll. « Carré Musique », 2001, 214 p. (ISBN 2-84049-255-5).
- Robert Orledge, Charles Koechlin (1867-1950) His Life and Works, Harwood Academic Publishers, 1989, 457 p. (ISBN 3-7186-4898-9).